# Yannick Guerra
Yannick Guerra Dorribo (Losanna, 16 agosto 1988) è un pilota motociclistico spagnolo ritiratosi dall'attività agonistica, nato in Svizzera.

## Carriera
Inizia a correre con le due ruote all'età di 13 anni, partecipando al campionato regionale cross, per approdare poi alla coppa Bancaja. Nel 2006 esce dal territorio nazionale, partecipando al campionato europeo Superstock 600, in cui rimarrà fino al 2008. Nel biennio 2007-2008 inoltre, disputa una delle gare nel campionato italiano Supersport senza ottenere punti.
Nel 2009 partecipa al campionato mondiale Supersport con una Yamaha YZF R6 del team Holiday Gym Racing. Il compagno di squadra è José Morillas. Conclude la stagione al trentaseiesimo posto nella classifica generale con 1 punto, ottenendo come miglior risultato in gara il quindicesimo posto nel Gran Premio di San Marino tenutosi sul circuito di Misano.
Partecipa alla Moto2 nel 2010 con una Moriwaki MD600 del team Holiday Gym G22, il compagno di squadra è Fonsi Nieto. In questa stagione è costretto a saltare i GP di Gran Bretagna, Olanda e Catalogna per infortunio.
Al termine della stagione, in cui ha disputato 14 gran premi, non ha ottenuto piazzamenti tali da consentirgli di ottenere punti per la classifica mondiale e il suo miglior piazzamento è stato il 24º posto ottenuto in due occasioni.

## Risultati in gara

### Campionato mondiale Supersport
| 2009 | Moto   |    |    |    |    |     |    |    |    |    |    |    |    |    |    | Punti | Pos. |
| ---- | ------ | -- | -- | -- | -- | --- | -- | -- | -- | -- | -- | -- | -- | -- | -- | ----- | ---- |
| 2009 | Yamaha | 25 | 21 | 20 | 22 | Rit | 22 | 22 | 15 | 19 | 19 | 22 | NQ | NC | 18 | 1     | 36º  |

| Legenda | 1º posto        | 2º posto            | 3º posto           | A punti      | Senza punti        | Grassetto – Pole position Corsivo – Giro più veloce |
| Legenda | Gara non valida | Non qual./Non part. | Ritirato/Non class | Squalificato | '-' Dato non disp. | Grassetto – Pole position Corsivo – Giro più veloce |

### Motomondiale
| 2010 | Classe | Moto     |    |    |    |    |     |     |     |    |    |    |    |    |    |    |     |    |    |    | Punti | Pos. |
| ---- | ------ | -------- | -- | -- | -- | -- | --- | --- | --- | -- | -- | -- | -- | -- | -- | -- | --- | -- | -- | -- | ----- | ---- |
| 2010 | Moto2  | Moriwaki | 30 | 33 | 25 | 30 | Inf | Inf | Inf | 26 | NE | 33 | 24 | 26 | 24 | 29 | Rit | 33 | 28 | 31 | 0     |      |

| Legenda | 1º posto        | 2º posto            | 3º posto            | A punti      | Senza punti        | Grassetto – Pole position Corsivo – Giro più veloce |
| Legenda | Gara non valida | Non qual./Non part. | Ritirato/Non class. | Squalificato | '-' Dato non disp. | Grassetto – Pole position Corsivo – Giro più veloce |